# Bauhs-Nunatak
Der Bauhs-Nunatak ist ein 2225 m hoher Nunatak in der antarktischen Ross Dependency. Er ragt an der Nordflanke des Walcott-Firnfelds und rund 6 km südsüdöstlich des Mount Sirius auf. 
Das Advisory Committee on Antarctic Names benannte ihn nach Luvern Raphael Bauhs (1918–1980) vom United States Antarctic Program, einem Ionosphärenforscher auf der Amundsen-Scott-Südpolstation im Jahr 1959.